# Klosterberg (Hohenwart)
Klosterberg ist ein Ortsteil des oberbayerischen Marktes Hohenwart, Landkreis Pfaffenhofen an der Ilm. Bis 1978 war er Sitz einer selbstständigen Gemeinde. Die Pfarrkirche St. Georg von Hohenwart und auch das Kloster Hohenwart befinden sich in Klosterberg. 

## Geographische Lage
Das Kirchdorf Klosterberg liegt auf einem Hügel links der Paar etwa 1,5 km nordwestlich des Hauptorts der Marktgemeinde.

## Geschichte
Namensgebend für den Ort war Kloster Hohenwart, eine im Jahr 1074 gegründete Benediktinerinnenabtei, die auch Keimzelle des Marktes Hohenwart war. Die Abtei wurde 1803 im Zuge der Säkularisation aufgelöst. Die Klosterkirche wurde zur Pfarrkirche St. Georg umgewidmet. Da die Klostergebäude keinen Käufer fanden, konnten die Nonnen weiter dort wohnen. Seit 1876 befinden sie sich im Besitz der Regens-Wagner-Stiftungen Dillingen unter der örtlichen Leitung der Dillinger Franziskanerinnen. Die altehrwürdige romanische Basilika fiel 1895 einem Brand zum Opfer.
Zur 1818 mit dem bayerischen Gemeindeedikt gegründeten Gemeinde Klosterberg gehörte auch der Ort Hochstattmühle. Bis zur Gebietsreform in Bayern gehörte die selbstständige Gemeinde Klosterberg zu dem am 30. Juni 1972 aufgelösten Landkreis Schrobenhausen und kam dann zum Landkreis Pfaffenhofen an der Ilm. Am 1. Januar 1978 wurde sie in den Markt Hohenwart eingegliedert.

## Sehenswürdigkeiten
Folgende Baudenkmäler sind in der Denkmalliste aufgeführt:
- Pfarrkirche St. Georg
- Pfarrhaus
- Katholische Friedhofskapelle
- Ehm. Benediktinerinnenkloster Hohenwart, seit 1875 Taubstummenanstalt
- Stiegenkapelle
- Wegkapelle